# Mészáros Lőrinc (tanár)
Mészáros Lőrinc (Bogdánd, 1950. május 16. – ) romániai magyar pedagógus.

## Életrajz

### Tanulmányai
Általános iskolai tanulmányait Bogdándon végezte. A szilágycsehi középiskolában maturált 1969-ben. 1972-ben végezte el a Marosvásárhelyi Pedagógiai Intézet román–magyar szakát.

## Díjak, kitüntetések
- Ezüstgyopár díj[3]